# Aöde
Aöde, auch Aoide oder Aoede (von altgriechisch ἀοιδός aoidós ‚Sänger‘, ‚Dichter‘, ‚Beschwörer‘, zu ἀείδειν aeidein, später ᾄδειν adein ‚singen‘) war eine Bezeichnung für einen künstlerischen Berufsstand der vorhomerischen und homerischen Zeit.
Aoiden waren zum Teil einfache Dichter, im Idealfall jedoch idealtypische Intellektuelle. Aus den Werken Homers kann man ein Bild des Standes, ihrer Stellung, Selbstauffassung und Wirkung erschließen. In der Odyssee kommen neben namenlosen Aoiden zwei namentlich bekannte Dichter vor:  Demodokos  und Phemios. Die besten Aoiden waren in fester Anstellung bei bedeutenden Herrschern wie Agamemnon oder Menelaos, aber auch bei ausländischen Herrschern beschäftigt. So beschäftigte Alkinoos, König der Phaiaken, Demodokos, Odysseus den Phemios. Aoiden gaben ihre Kunst vor allem bei Gastmählern und Gelagen zum besten. Weniger gute Vertreter des Berufsstandes waren als Wandersänger unterwegs und galten als Gemeindewerker. Mit ihren Liedern und Texten waren die Aoiden Bewahrer des kulturellen Gedächtnisses. Zudem waren ihre Darstellungen von großen Taten gemeinschaftsbildende Elemente. Sie wurden als gottbegnadet angesehen und von den Göttern, insbesondere Zeus, Apollon und den Musen umgeben. Vor allem blinde Sänger galten als besonders begabt: Man glaubte, die Gabe des Singens werde um den Preis des Augenlichts erlangt. Mit der Einführung der Schrift um 800 v. Chr. verloren die Aoiden zunehmend an Bedeutung. An ihre Stelle traten die Rhapsoden, die nicht selbst produktiv tätig waren, sondern auswendig Gelerntes vortrugen. Dieser Übergang war gegen 700 v. Chr. abgeschlossen. Daneben entstand zu dieser Zeit auch die Gruppe der Kitharöden, die lyrischen Sologesang darboten. Während der Dunklen Jahrhunderte wurden durch die Aöden Sagen und Mythen mündlich weitergegeben. Sie dienten zum Beispiel als Quellen für die Ilias und die Odyssee. Der Name der Dichtersänger stammt von der Muse der Musik und des Gesangs, Aoide, ab. Nach dieser Muse ist auch ein Jupitermond benannt, siehe Aoede (Mond).
Friedrich Gottlieb Welcker hat das Wirken und die Werke der Aoiden rekonstruiert, Joachim Latacz erforschte den Transformationsprozess zu den Rhapsoden. Die Vortragstechnik der Rhapsoden untersuchte Milman Parry.